# Korvsjön
Korvsjön är en sjö i Åsele kommun i Lappland och ingår i Ångermanälvens huvudavrinningsområde.